# Lalitavistara
Le Lalitavistara Sūtra (sanskrit (ललितविस्तर - सूत्र), « Sutra du Jeu en déploiement » ou « Développement des jeux [du Bodhisattva »]) est un texte bouddhique, récit biographique du Bouddha Shākyamuni, depuis le début de sa dernière existence jusqu’au premier enseignement qu'il donna à Sarnath (Bénarès),, à l'âge de quarante ans environ.

## Le texte
Cet ouvrage est une importante biographie du Bouddha, rédigée en sanskrit et comptant 27 chapitres,. Il s'agit d'une œuvre sans doute relativement tardive, qu'on la date du IIIe ou du IVe siècle de l'ère commune. Guillaume Ducœur voit la fixation du texte sanskrit probablement au VIIe siècle, au plus tard au VIIIe siècle, mais relève qu'il est difficile de déterminer quand cette biographie est progressivement apparue. Le sutra constitue un texte intermédiaire entre ceux du Hīnayāna et du Mahāyāna, et il est parfois considéré comme relevant de l'école des Sarvāstivādin, parfois comme un sutra Mahâyana.
En tout cas, ce sutra fut traduit en chinois en 308 par Dharmarakṣa (en) (竺 法 护 sous le titre de Sutra de la lumière universel (chinois : 普曜经, « pǔyào jīng » — japonais : Fuyo kyo 普曜経). En 683, Divākara (地婆诃罗, 日照) réalisa une nouvelle traduction intitulée Sutra développé de la grande ornementation (chinois : 方广大庄严经, fāngguǎnlle dà zhuāngyán jīng) — japonais : Hoko Daishogon),. Il est également traduit en tibétain : རྒྱ་ཆེར་རོལ་པ་, Wylie : rgya cher rol pa, THL : gyacher rolpa, signifiant « Le jeu en entier », au VIIIe siècle par Jinamitra et  Bandhé Yeshé Dé,, et qui date sans doute du IXe siècle.

## Contenu

### Les grands épisodes de la vie
Le sutra reprend et arrange une série de grands épisodes de la vie du Bouddha que l'on trouve dans les milieux bouddhiques déjà avant le début de l'ère commune. Il se termine sur la prédication du premier sermon — le Dharmacakra Pravartana Sūtra. On voit donc que le texte ne traite pas toute la vie du Bouddha, et laisse en particulier de côté l'événement central dans le bouddhisme qu'est l'entrée du Bouddha dans le parinirvana.

Parmi les principaux épisodes du sutra développés sur vingt-sept chapitres (et certains thèmes peuvent s'étendre sur plusieurs chapitres), on retiendra: la descente de Gautama sur Terre depuis le ciel Tushita (où il vivait en attendant sa dernière réincarnation), puis son entrée dans le sein de sa mère et sa naissance non par les voies naturelles mais par le flanc droit de sa mère; son éducation, et bientôt sa découverte de la souffrance (maladie et vieillesse), de la mort et de la vie monastique, suivie de sa renonciation à la vie séculière pour se lancer dans la pratique des austérités. Après quoi viennent différents épisodes (dont la lutte avec Marâ) précédant son éveil à Bodhgaya, auquel succèdent sept semaines de jeûne; à la fin de cette période, la rencontre de Trapusa et Bhallika qui offrent au Bouddha sa première nourriture, prennent refuge dans les deux premiers des Trois joyaux, le Bouddha et son enseignement qu'ils sont les premiers à entendre (Dharma), devenant ainsi ses premiers disciples laïcs — un épisode qui pose les bases du rapport entre les laïcs et la future sangha (qui n'existe pas encore). Le livre se clôt sur l'épisode de la prédication du premier sermon — le Dharmacakra Pravartana Sūtra — qui constitue la première mise en mouvement de la roue de la Loi. 

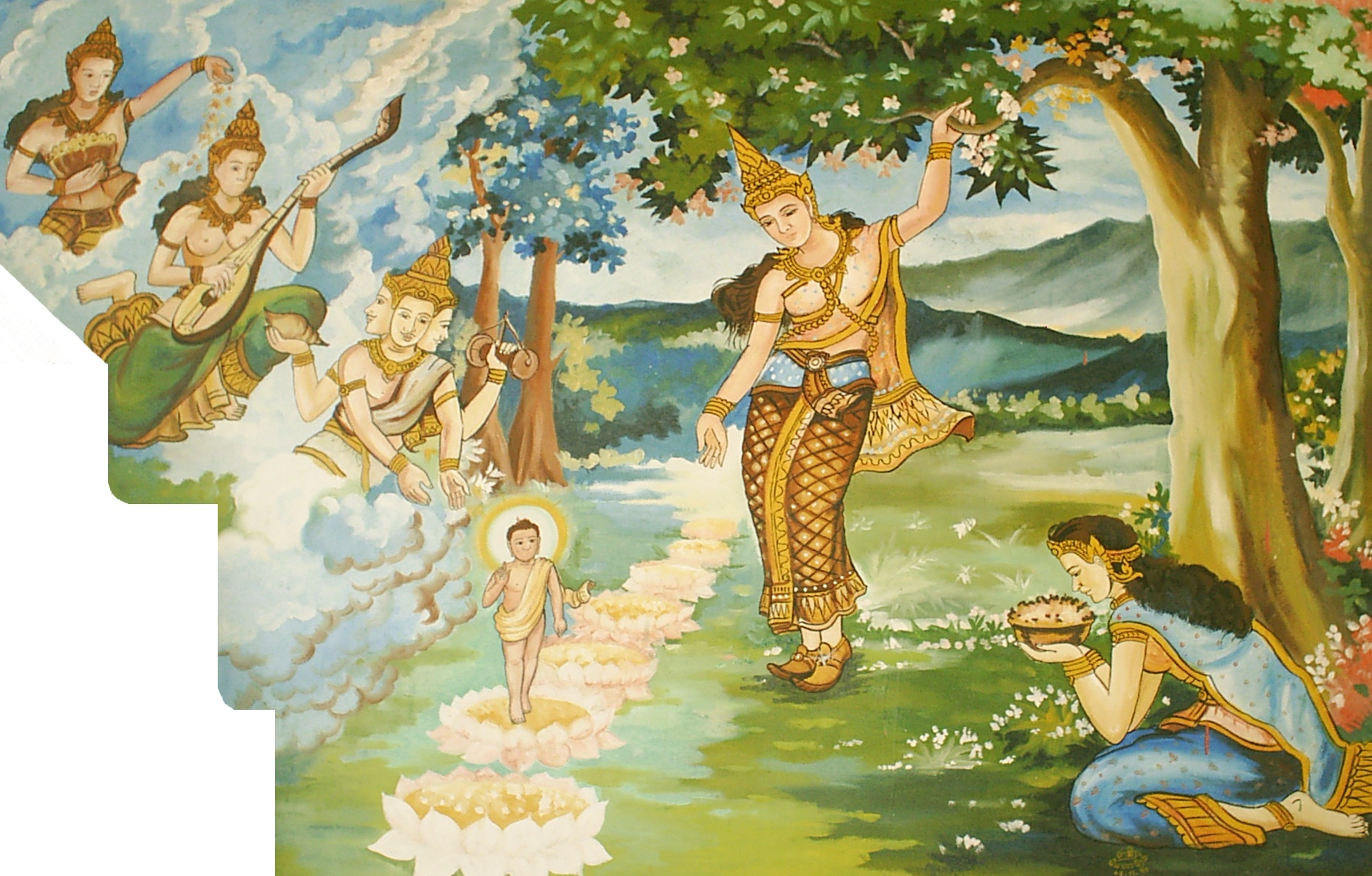
Les sept pas du Bouddha après sa naissance, sur des lotus qui jaillissent sous ses pieds. Peinture dans un temple, Laos.

### Aspects surnaturels
Dans ce sutra, le Bouddha est décrit comme un être sublime qui accomplit des prodiges surnaturels et des actions merveilleuses. À titre d'exemple, on peut mentionner sa naissance (chapitre VII): tout d'abord, le Bouddha vient au monde par le flanc droit de sa mère, et immédiatement après, il fait sept pas du côté du couchant, déclarant : « Je marche au premier rang dans le monde; c'est là ma dernière naissance »; et il enchaîne avec un discours qu'il adresse à Ananda, lui disant qu'il y aura des sots qui ne croiront pas aux miracles qui entourent sa naissance et rejetteront le Lalitavistara, en conséquence de quoi ils renaîtront dans les enfers,. En outre, non seulement il présente à sa naissance les trente-deux signes du Grand homme, mais en plus, il les portait déjà dans le sein de sa mère.

## Arts
De nombreuses scènes du Lalitavistara sont représentée sur une série de cent vingt panneaux sculptés, autour de l'un des étages du grand stupa de Borobodur (VIIIe et IXe siècles).

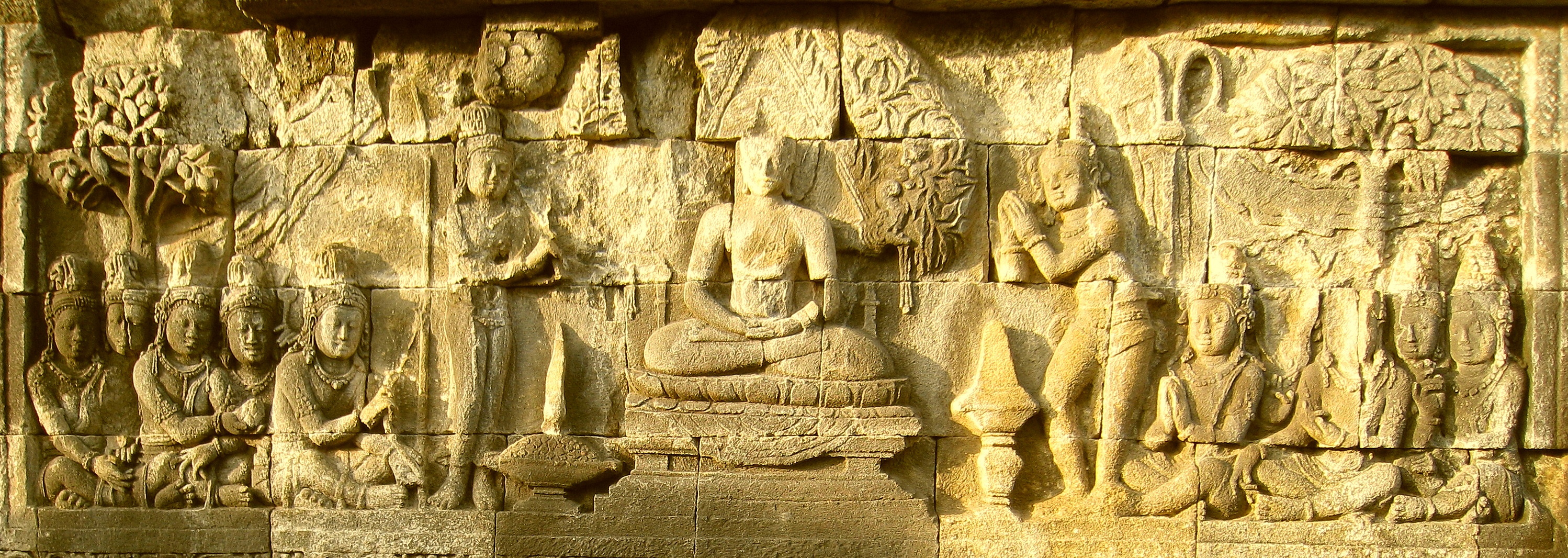
Des bodhisattvas honorent le Bouddha. Bas-relief de la série du Lalitavistara, à Borobudur.

### Traductions françaises
- Philippe-Édouard Foucaux
  - Traduction de l'original sanskrit : Le Litara Vistara. Développement des jeux : contenant l'histoire du Bouddha Çakya-Mouni depuis sa naissance jusqu'à sa prédication, Leroux, 1884-1892 ; réimpr. Le Lalitavistara : l'histoire traditionnelle de la vie du Bouddha Çakyamuni, Paris, Les Deux Océans, coll. « Les classiques du bouddhisme mahayana » 1992 [1988], XXIII + 406 p.,  (ISBN 978-2-866-81022-1)
  - Traduction de la version tibétaine : Rgya Tch'er Rol Pa, ou Développement des Jeux, contenant l'histoire du Bouddha Çakya-Mouni, traduit sur la version tibétaine du Bkah Hgyour, et revu sur l'original sancrit (Lalitavistâra), Imprimerie Nationale, 1847-1848 ; 1858, 438 p. [lire en ligne (page consultée le 9 janvier 2024)]
- Lalitâvistara. Vie et doctrine du Bouddha tibétain  (trad. Guillaume Pauthier et Gaston Brunet, Paris (1866); présentation et notes de Guy Rachet), Paris, Sand, 1996, 358 p. (ISBN 978-2-710-70559-8).
- Vie du Bouddha : Extraits du Lalitâvistara, trad. Guillaume Pauthier et Gaston Brunet (1866), Présentation et notes de Guy Rachet, J'ai lu, coll. Librio, 2004, 91 p.

### Études
- Guillaume Ducœur, La vie du Buddha. Lalitavistara sûtra : Commentaire de Guillaume Ducœur, Strasbourg, Presses universitaires de Strasbourg, 2018, 158 p. (ISBN 979-10-344-0010-2, lire en ligne).
- Guillaume Ducoeur, « Le bodhisattva à la salle d’écriture. Histoire rédactionnelle et datation », Revue de l’histoire des religions, 231 - 3,‎ 2014, p. 385-424 (lire en ligne).
- Bernard Faure, Les mille et une vie du Bouddha, Paris, Seuil, 2018, 423 p. (ISBN 978-2-02-117591-2).
- Philippe-Édouard Foucaux, Étude sur le Lalita Vistara pour une édition critique du texte sanskrit, précédée d'un coup d’œil sur la publication des livres bouddhiques en Europe et dans l'Inde, Maisonneuve, 1870. (Lire en ligne - Consulté le 5 avril 2020)
- Jan Willem de Jong (en), « Recent Japanese Studies on the Lalitavistara », Indologica Taurinensia, no 23-24 (1997-1998), p. 247-255. (Lire en ligne - Consulté le 6 mars 2020)